# Робърт Тафт
Робърт Алфонсо Тафт (на английски: Robert Alphonso Taft) е американски сенатор (1939 – 1953).
Тафт е виден консерватор и един от лидерите в Републиканската партия. Представител е на известната политическа фамилия Тафт от Синсинати – най-голям син на 27-ия президент на САЩ Уилям Хауърд Тафт. Известен е като горещ поддръжник на доктрината Монро и с острата си критика срещу присъдите на Нюрнбергския процес.
Тафт участва в борбата за вътрешна номинация през 1940, 1948 и 1952 на Републиканската партия, но не успява да събере необходимата подкрепа. Посмъртно, през 1957, сенатския комитет под председателството на Джон Кенеди, определя Тафт заради гражданската му позиция в подкрепа на непопулярни каузи, за един от петте най-видни сенатори в американската история.
1. 1 2  T000009